# جرمی سوپالسکی
جرمی سوپالسکی (انگلیسی: Jérémy Sopalski؛ زادهٔ ۶ فوریهٔ ۱۹۸۱) بازیکن فوتبال اهل فرانسه است.
از باشگاه‌هایی که در آن بازی کرده‌است می‌توان به باشگاه فوتبال ناوال، باشگاه فوتبال اوسر، و باشگاه فوتبال پاریس اف سی اشاره کرد.
وی همچنین در تیم ملی فوتبال فرانسه بازی کرده‌است.